# Fredrik Ahlstedt
Fredrik August Ahlstedt, né le 24 avril 1839 à Turku et mort le 19 août 1901 à Pargas, est un artiste peintre finlandais. Ses portraits et paysages idéalisés sont proches du style de l'école de Düsseldorf.

## Biographie
Ahlstedt étudie l'art à Turku, puis à l'Académie royale des arts de Suède (1866-1868) et enfin à l'Académie des beaux-arts de Düsseldorf (1869-1870). Son épouse, Nina Ahlstedt, est également artiste peintre. Tous deux font partie des premiers membres du cercle d'artistes qui s'installent à Åland à la suite de Victor Westerholm entre 1886 et 1914. Fredrik Ahlstedt enseigne à l'école des Beaux-Arts de Turku de 1876 à 1893, puis à l'université d'Helsinki de 1892 à sa mort.

## Quelques œuvres
- Teckning (1881)
- Manlig modellfigur (peinture, 1868)
- Manlig nakenmodell (peinture, 1867)
- Manshuvud i bredskyggig hatt (esquisse, 1868)
- Matti på sveden (peinture, 1893)
- Porträtt av arkitekten Theodor Decker (peinture, 1900)
- Porträtt av C.E. Sjöstrand (esquisse, sans date)
- Porträtt av Gustaf Wilhelm Finnberg (peinture, 1876)
- Porträtt av Karl Emanuel Jansson (peinture, 1879)
- Porträtt av Nils Henrik Pinello (peinture, 1875)
- Rast under skörden (peinture, 1884)
- Porträtt av vaktmästaren vid Finska konstföreningens ritskola (esquisse, 1862)
- Vinterkväll med månuppgång (peinture, sans date)
- Utsikt vid Aurejärvi i Kuru kapell (peinture, 1872 ?)
- Vinterlandskap (peinture, 1880)

De nombreuses œuvres sont conservées au musée Ateneum d'Helsinki.

## Galerie

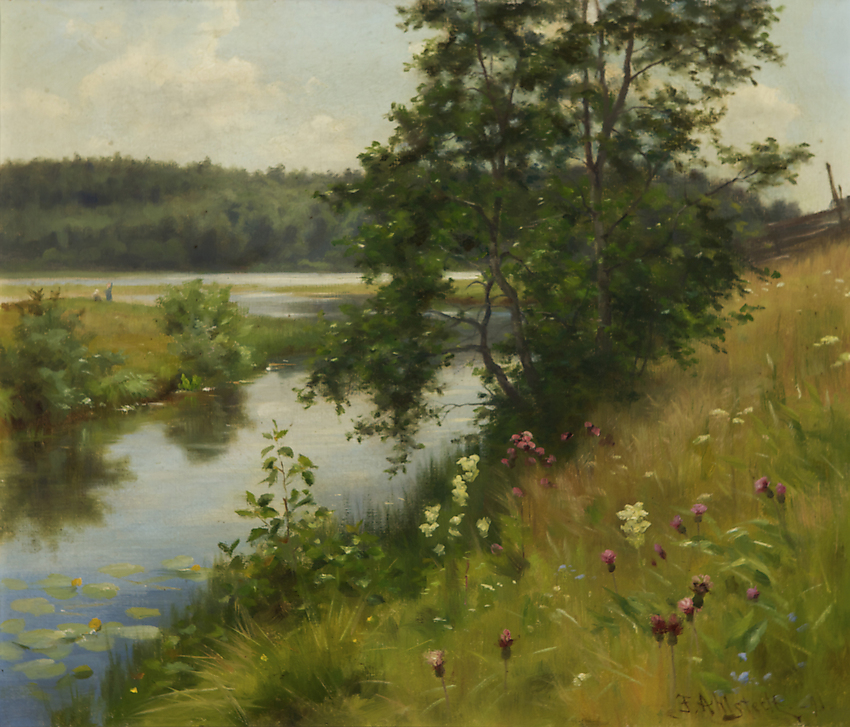
Kesämaisema (1891).
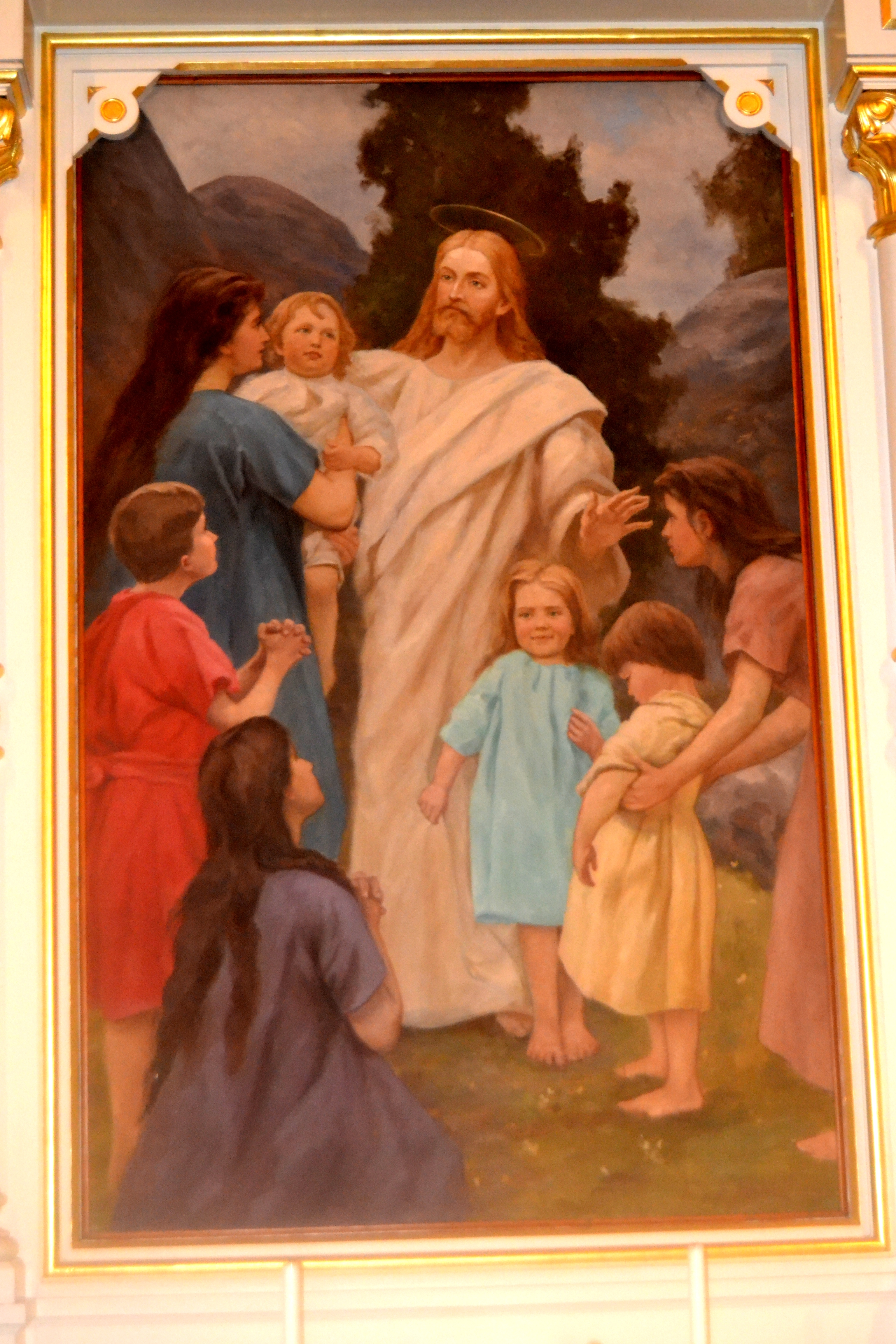
Retable de l'Église de Jyväskylä.
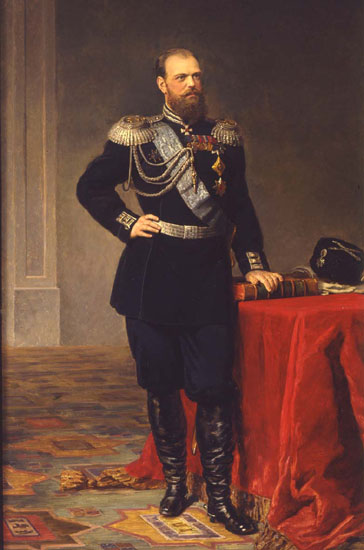
Alexandre III de Russie copie réalisée par Fredrik Ahlstedt